# Gerbera jamesonii
Gerbera jamesonii is een plant uit de familie Asteraceae met bloemen in allerlei verschillende kleuren.